# مجیدآباد (دهگلان)
مجیدآباد (دهگلان)، روستایی از توابع  شهرستان دهگلان استان کردستان ایران است.

## جمعیت
این روستا در دهستان ایلان جنوبی قرار دارد و براساس سرشماری مرکز آمار ایران در سال ۱۳۸۵، جمعیت آن زیر سه خانوار بوده‌است.